# Невиправний оптиміст
«Невиправний оптиміст» (англ. The Rage in Placid Lake) — австралійський кінофільм режисера Тоні МакНамара, що вийшов на екрани в 2003 році.

## Сюжет
Переконаний у тому, що тільки правда здатна зробити світ кращим, ексцентричний юнак Лейк Плесід починає полювання на всіх, хто ховається під «маскою брехні». Озброївшись звичайною відеокамерою, він знімає подробиці інтимного життя батьків, потім одкровення друга – гомосексуала. Загалом все, що на його думку, приховано від очей громадськості, щоб потім зібраний матеріал показати на шкільному випускному вечорі. Та, як відомо, за правду треба платити. І наш правдолюб після показу скандальних відеоісторій мужньо зносить активну критику глядачів, виражену в численних ударах і переломах. Та не такий Лейк, щоб турбуватися через дрібниці. Після виписки з лікарні він, як завжди сповнений найбільш епатажних та оригінальних ідей, вирішує зробити кар'єру на терені страхового агента! Як же вдасться йому поєднати настільки нелюбляче правду заняття з патологічним невмінням брехати?!

## У ролях
| Актор             | Роль                |
| ----------------- | ------------------- |
| Джордан Брукін    | Плейсід в дитинстві |
| Бен Лі            | Плейсід Лейк        |
| Роуз Бірн         | Джемма Тейлор       |
| Міранда Річардсон | Сільвія Лейк        |
| Лукас Фраккаро    | Булл у 5 років      |
| Круїз Мойлан      | Енгус у 5 років     |
| Зен Крос          | Ленче у 5 років     |
| Гаррі МакДональд  | Даг Лейк            |
| Еліза Хукер       | Джемма в дитинстві  |
| Джессі Спенс      | Дженні              |

| Актор              | Роль        |
| ------------------ | ----------- |
| Симона Куллінан    | Шерон       |
| Сократіс Отто      | Бозо        |
| Тобі Шмітц         | Булл        |
| Натаніель Дін      | Ленче       |
| Стефен Джеймс Кінг | Енгус       |
| Ніколас Хеммонд    | Білл Тейлор |
| Крістофер Столлер  | Джоел       |
| Френсіс МакМахон   | Антон       |
| Саскія Сміт        | Джейн       |

## Нагороди
- 2004 — премія Australian Film Institute за найкращий сценарій
- 2003 — премія Australian Writers 'Guild за найкращий ігровий фільм
- 2003 — премія Australian Writers 'Guild (найкращий режисер)
- 2003 — премія Melbourne International Film Festival за популярний ігровий фільм

## Знімальна група
- Режисер — Тоні МакНамара
- Сценарист — Тоні МакНамара
- Продюсер — Меріен МакГовен, Брюс Мензес, Гарі Філліпс
- Композитор — Цезарі Скубіжевскі